# Woerdense Verlaat
Woerdense Verlaat (52° 09′ N, 4° 52′ L) é uma cidade dos Países Baixos, na província de Holanda do Sul. Woerdense Verlaat pertence ao município de Nieuwkoop, e está situada a 8 km, a norte de Woerden.
Em 2001, a cidade de Woerdense Verlaat tinha 303 habitantes. A área urbana da cidade é de 0.067 km², e tem 113 residências.
A área de Woerdense Verlaat, que também inclui as partes periféricas da cidade, bem como a zona rural circundante, tem uma população estimada em 690 habitantes.